# So Human
So Human è il secondo singolo della cantante Lady Sovereign, estratto dal suo secondo album, Jigsaw. È stato pubblicato il 6 aprile 2009 ed è prodotto da Dr. Luke, Benjamin Levin e Robert Smith. La canzone è ispirata al singolo Close to Me dei The Cure.

## Critica
Due siti musicali britannici, Orange UK e Digitalspy.co.uk hanno assegnato un giudizio chiaramente positivo al singolo, ossia quattro stelle su cinque.

## Tracce
UK Single #1
1. So Human clean edit
2. So Human dirty album version

UK Single #2
1. So Human" album version
2. I Got You Dancing Semothy Jones Remix

## Classifiche
| Classifica (2009)             | Posizione più alta |
| ----------------------------- | ------------------ |
| Official Singles Chart        | 38                 |
| Australian ARIA Singles Chart | 36                 |